# Reprezentacja Togo na Mistrzostwach Świata w Narciarstwie Klasycznym 2013
Reprezentacja Togo na Mistrzostwach Świata w Narciarstwie Klasycznym 2013 – zawodnik wybrany do reprezentowania Togo na Mistrzostwach Świata w Narciarstwie Klasycznym 2013 w Val di Fiemme.
Był to pierwszy start Togo na mistrzostwach świata w narciarstwie klasycznym.
Togo reprezentował jeden zawodnik – biegacz narciarski Viossi-Akpedje Madja. W pierwszej konkurencji, sprincie techniką klasyczną, Madja nie przebrnął przez eliminacje. Zajął w nich ostatnie miejsce, przebiegając 1,5 km w czasie 7 minut i 19,09 sekundy. Dwa dni później, biegacz wziął udział w biegu łączonym na 30 kilometrów. Został on jednak zdublowany i sklasyfikowany na osiemdziesiątym szóstym miejscu.

## Wyniki reprezentantów Togo

### Biegi narciarskie
| Data       | Konkurencja                    | Zawodnik             | Kwalifikacje | Kwalifikacje | Kwalifikacje | Ćwierćfinał | Ćwierćfinał | Ćwierćfinał | Półfinał | Półfinał | Półfinał | Finał | Miejsce | Źródła |
| Data       | Konkurencja                    | Zawodnik             | Czas         | Miejsce      | Miejsce      | Czas        | Miejsce     | Miejsce     | Czas     | Miejsce  | Miejsce  | Czas  | Miejsce | Źródła |
| ---------- | ------------------------------ | -------------------- | ------------ | ------------ | ------------ | ----------- | ----------- | ----------- | -------- | -------- | -------- | ----- | ------- | ------ |
| 21.02.2013 | sprint mężczyzn                | Viossi-Akpedje Madja | 7:19,09      | 129.         | nq           | NQ          | NQ          | NQ          | NQ       | NQ       | NQ       | NQ    | 129.    | [ 2 ]  |
| 23.02.2013 | bieg łączony mężczyzn na 30 km | Viossi-Akpedje Madja | —            | —            | —            | —           | —           | —           | —        | —        | —        | LAP   | 86.     | [ 3 ]  |